# 濱崎博嗣
濱崎博嗣（1959年12月30日—），日本動畫導演、動畫師、作畫監督、人物設計師、演出家。福岡縣出身，血型為A型。

## 概要
福岡縣立西福岡高級中學畢業。畢業後，加入了龍之子Production轄下的研修所。研修完畢後正式加入了該公司，亦是研究所中較高級的成員。
以動畫師身份初次亮相，是在。隨後擔當數部作品的原畫後，1985年於《火焰的阿爾卑斯玫瑰 茱蒂&藍迪》首次成為作畫監督。同年亦首次為擔當人物設計。於1990年代因為工作量下降而離開龍之子Production，轉至MADHOUSE工作。除了原畫和作畫監督的工作，他在1999年開始兼任分鏡和演出工作，在动画《恐怖寵物店》中担任演出。2003年憑《TEXHNOLYZE》升任監督，自此少了作畫方面的發展。
喜歡像天那般廣闊、海那般純潔和山那般高的人和作品。做事追求精進的同時，亦記掛心身健康。

## 作品列表[2]

### 電視動畫
- （1978年－1979年）原畫，「濱崎」名義
- （1980年）原畫，「濱崎」名義
- （1980年－1981年）原畫，「濱崎」名義
- 超時空要塞（超時空要塞マクロス，1982年－1983年）原畫
- （1983年）原畫
- 火焰的阿爾卑斯玫瑰 茱蒂&藍迪（1985年）作畫監督
- （1985年－1986年）人物設計、作畫監督
- （1986年）OP動畫製作
- （1987年）作畫監督
- 以柔克剛（YAWARA!，1989年－1992年）作畫監督
- 恐怖寵物店（Petshop of Horrors，1999年）分鏡、演出
- X（2001年－2002年）分鏡、演出
- 機魂末世錄（TEXHNOLYZE，2003年）監督、分鏡、演出
- 妄想代理人（妄想代理人，2004年）分鏡、演出
- BECK（2004年－2005年）分鏡、演出
- CLAYMORE大劍（CLAYMORE，2007年）分鏡
- 劍豪生死鬥（シグルイ，2007年）監督、分鏡
- 甜甜私房貓（チーズスイートホーム，2008年）劇本、分鏡
- 魍魎之匣（魍魎の匣，2008年）分鏡、插入歌作詞作曲
- （2008年）分鏡
- （2009年）原畫
- 青色文學系列「人間失格」（青い文学シリーズ「人間失格」，2009年）設定映像原案
- 四疊半神話大系（四畳半神話大系，2010年）分鏡
- 世紀末超自然學院（世紀末オカルト学院，2010年）原畫
- Steins;Gate（2011年）監督、分鏡（與佐藤卓哉共同擔當）
- orange橘色奇蹟 (orange【オレンジ】，2016年) 導演
- 無限之住人  (無限之住人-IMMORTAL- ，2019年) 導演

### OVA
- （1986年）人物設計、作畫監督
- JUNK BOY（1987年）人物設計、作畫監督
- 妖獸都市（妖獣都市，1987年）[2]
- 火之鳥 宇宙篇（火の鳥 宇宙編，1987年）原畫
- （1990年）人物設計、作畫監督
- （1995年）人物設計、作畫監督
- 鐵腕女警（鉄腕バーディー，1996年）作畫監督
- 黑客帝國動畫版（ANIMATRIX，2003年）原畫
- CLAMP IN WONDERLAND 2（2007年）原畫
- 狙魔人動畫版（SUPERNATURAL: THE ANIMATION，2011年）分鏡

### 劇場用動畫
- 超時空要塞：愛、還記得嗎？（超時空要塞マクロス 愛・おぼえていますか，1984年）原畫
- （1993年）原畫
- （1994年）總作畫監督
- MEMORIES 最臭武器（MEMORIES 最臭兵器，1995年）原畫
- X（1996年）原畫
- 藍色恐懼（パーフェクトブルー，1998年）原畫
- 百變小櫻Magic咭之再見Magic咭（劇場版カードキャプターさくら 封印されたカード，2000年）原畫
- 大都會（メトロポリス，2001年）原畫
- 吸血鬼獵人D（VAMPIRE HUNTER D，2001年）作畫監督
- （2008年）分鏡、演出
- TRIGUN Badlands Rumble（2010年）原畫